# Selezioni giovanili della nazionale maschile di pallacanestro del Montenegro
Le selezioni giovanili della nazionale di pallacanestro del Montenegro, sono state gestite dalla Federazione cestistica del Montenegro e partecipavano ai tornei cestistici internazionali per squadre nazionali, limitatamente a specifiche classi d'età.

## Universitaria
Rappresenta la selezione dei migliori atleti della nazionale montenegrina.

### Partecipazioni
- 2015 - 13°

 Montenegro universitaria - Pallacanestro alla XXVIII Universiade - Torneo maschileDamjanovic, Žižić, Latkovic, Kovac, Vrbica, Đukanović, Mugoša, Spasojević, Đurišić, Sekulovic, Nikolić, Pajovic, All. Zvezdan Mitrović

## Under-20
Rappresenta i migliori giocatori di nazionalità montenegrina di età non superiore ai 20 anni. Partecipa a tutte le manifestazioni internazionali giovanili di pallacanestro per nazioni gestite dalla FIBA.
Il suo percorso ha ricalcato per intero quello della nazionale di categoria serba dal 1992 al 2006, anno di riconoscimento dell'indidendenza dello Stato e la conseguente nascita della selezione nazionale.

### Partecipazioni
FIBA EuroBasket Under-20
- 2008 - 5°
- 2009 - 7°
- 2010 - 6°
- 2011 - 7°
- 2012 - 14°

- 2013 - 8°
- 2014 - 18°
- 2017 - 11°
- 2018 - 11°
- 2019 - 12°

- 2022 -  3º
- 2023 - 13°

 Montenegro under 20 - Campionato europeo maschile di pallacanestro Under-20 20084 Vranješ, 5 Bjelica, 6 Đoković, 7 Stijepović, 8 Ðurišić, 9 Pavličević, 10 Šehović, 11 Gajović, 13 Ljujić, 15 Dašić, 16 Bijelić, 17 Vujošević,        All. Dejan Radonjić
 Montenegro under 20 - Campionato europeo maschile di pallacanestro Under-20 20094 Stojanović, 5 Đoković, 6 Savović, 7 Lalić, 8 Šehović, 9 Vučević, 10 Miljanić, 11 Šutulović, 12 Barović, 13 Patković, 14 Lopičić, 15 Ivanović,        All. Dejan Radonjić
 Montenegro under 20 - Campionato europeo maschile di pallacanestro Under-20 20104 Stojanović, 5 Samojlović, 6 Radović, 7 Loncović, 8 Mihailović, 9 N. Ljujić, 10 Đukanović, 11 Šutulović, 12 Lopičić, 13 M. Ljujić, 14 Dubljević, 15 Damjanović,        All. Dejan Radonjić
 Montenegro under 20 - Campionato europeo maschile di pallacanestro Under-20 20114 Pajović, 5 Damjanović, 6 Ivanović, 7 Radović, 8 Dobrović, 9 Ljujić, 10 Đukanović, 11 Todorović, 12 Spasojević, 13 Kanačević, 14 Dubljević, 15 Sekulović,        All. Mihailo Pavićević
 Montenegro under 20 - Campionato europeo maschile di pallacanestro Under-20 20124 Ratković, 5 Kasalica, 6 Pajović, 7 Nikolić, 8 Grabovica, 9 Raickovic, 10 Mugoša, 11 Musović, 12 Latković, 13 Pavić, 14 Unkašević, 15 Radović,        All. Mihailo Pavićević
 Montenegro under 20 - Campionato europeo maschile di pallacanestro Under-20 20134 Fatić, 5 Kasalica, 6 Musović, 7 Žižić, 8 Vušović, 9 Vrbica, 10 Mugoša, 11 Miković, 12 Mrdak, 13 Nikolić, 14 Pavić, 15 Latković,        All. Mihailo Pavićević
 Montenegro under 20 - Campionato europeo maschile di pallacanestro Under-20 20144 Đurović, 5 Raičević, 6 Mrdak, 7 Žižić, 8 Vušović, 9 Vrbica, 10 Milović, 11 Miković, 12 Pavićević, 13 Kovačević, 14 Pajović, 15 Drašković,        All. Mihailo Pavićević
 Montenegro under 20 - Campionato europeo maschile di pallacanestro Under-20 20174 Ćorović, 5 Bakić, 6 Starovlah, 7 Vojinović, 8 Čepić, 9 Vukčević, 10 Šuškavčević, 11 Grković, 12 Kaluđerović, 13 Jokić, 14 Čekić, 15 Popović,        All. Dušan Dubljević
 Montenegro under 20 - Campionato europeo maschile di pallacanestro Under-20 20185 Popović, 6 Hajduković, 7 Jovićević, 8 Raspopović, 9 Starovlah, 10 Slavković, 11 Simonović, 12 Kaludjerović, 13 Parača, 14 Božović, 15 Popović, 17 Jokić,        All. Dušan Dubljević
 Montenegro under 20 - Campionato europeo maschile di pallacanestro Under-20 20194 Drobnjak, 5 Popović, 6 Goranović, 7 Slavković, 10 Djurišić, 11 Simonović, 12 Bojić, 13 Obradović, 14 Božović, 15 Parača, 16 Čepić, 17 Žižić,        All. Dušan Dubljević
 Montenegro under 20 - Campionato europeo maschile di pallacanestro Under-20 20224 Bogavac, 5 Anđušić, 6 Varajić, 7 Ivanović, 8 Radetić, 9 Kljajević, 11 Vučeljić, 12 Rakočević, 13 Jovanović, 14 Grbović, 17 Žugić, 20 Bulajić,        All. Dušan Dubljević
 Montenegro under 20 - Campionato europeo maschile di pallacanestro Under-20 20234 Minić, 5 Ivanović, 7 Žugić, 8 Radetić, 10 Vučurović, 11 Vučeljić, 12 Dubljević, 13 Jovanović, 15 Mirković, 22 Vukčević, 35 Mićanović, 44 Bogavac,        All. Dušan Dubljević

## Under-18
Rappresenta i migliori giocatori di nazionalità montenegrina di età non superiore ai 18 anni. Partecipa a tutte le manifestazioni internazionali giovanili di pallacanestro per nazioni gestite dalla FIBA.
Fino al 1991, gli atleti montenegrini hanno fatto parte della nazionale di categoria jugoslava.

Dal 1992, il suo percorso ha ricalcato per intero quello della nazionale di categoria serba fino al 2006, anno di riconoscimento dell'indidendenza dello Stato e la conseguente nascita della selezione nazionale.

### Partecipazioni
FIBA EuroBasket Under-18
- 2014 - 11°
- 2015 - 14°
- 2017 - 13°
- 2018 - 8°
- 2019 - 12°

- 2022 - 16°

## Under-17
Rappresenta i migliori giocatori di nazionalità montenegrina di età non superiore ai 17 anni. Partecipa a tutte le manifestazioni internazionali giovanili di pallacanestro per nazioni gestite dalla FIBA.

### Partecipazioni
- 2018 - 8°

## Under-16
Rappresenta i migliori giocatori di nazionalità montenegrina di età non superiore ai 16 anni. Partecipa a tutte le manifestazioni internazionali giovanili di pallacanestro per nazioni gestite dalla FIBA.
Fino al 1991, gli atleti montenegrini hanno fatto parte della nazionale di categoria jugoslava.

Dal 1992, il suo percorso ha ricalcato per intero quello della nazionale di categoria serba fino al 2006, anno di riconoscimento dell'indidendenza dello Stato e la conseguente nascita della selezione nazionale.

### Partecipazioni
FIBA EuroBasket Under-16
- 2009 - 10°
- 2010 - 8°
- 2011 - 16°
- 2013 - 15°
- 2015 - 12°

- 2016 - 8°
- 2017 -  2°
- 2018 - 14°
- 2022 - 9°